# Пак Кю Джон
У цьому корейському імені прізвище (Пак) стоїть перед особовим ім'ям.
Пак Кю Джон (кор. 박규정, 12 червня 1924 — 2000) — південнокорейський футболіст, що грав на позиції захисника, зокрема, за клуби «Пхеньян» та «Клуб Армії Сеула», а також національну збірну Південної Кореї. По завершенні ігрової кар'єри — тренер.

## Клубна кар'єра
У футболі дебютував 1939 року виступами за команду «Пхеньян», в якій провів один сезон. 
Своєю грою за цю команду привернув увагу представників тренерського штабу клубу «Кенсон», до складу якого приєднався 1946 року. Відіграв за сеульську команду наступні жодного сезонів своєї ігрової кар'єри.
1939 року уклав контракт з клубом «Ханджон Електрик», у складі якого провів наступний рік своєї кар'єри гравця. 
Згодом перейшов до команди «Клуб Армії Сеула», де і завершив професійну кар'єру футболіста.
| Дата      | Місто    | Господарі      | Результат | Гості          | Турнір             | Голи | Примітки |
| --------- | -------- | -------------- | --------- | -------------- | ------------------ | ---- | -------- |
| 2-8-1948  | Лондон   | Південна Корея | 5 – 3     | Мексика        | ОІ 1948            | -    |          |
| 6-8-1948  | Лондон   | Швеція         | 12 – 0    | Південна Корея | ОІ 1948            | -    |          |
| 11-4-1953 | Гонконг  | Південна Корея | 3 – 2     | Сінгапур       | товариський матч   | -    |          |
| 19-4-1953 | Сінгапур | Сінгапур       | 1 – 3     | Південна Корея | товариський матч   | -    |          |
| 24-4-1953 | Сінгапур | Сінгапур       | 0 – 0     | Південна Корея | товариський матч   | -    |          |
| 30-4-1953 | Сінгапур | Індонезія      | 1 – 3     | Південна Корея | товариський матч   | -    |          |
| 7-3-1954  | Токіо    | Японія         | 1 – 5     | Південна Корея | Відбір до ЧС 1954  | -    |          |
| 14-3-1954 | Токіо    | Південна Корея | 2 – 2     | Японія         | Відбір до ЧС 1954  | -    |          |
| 2-5-1954  | Маніла   | Гонконг        | 3 – 3     | Південна Корея | Азійські ігри 1954 | -    |          |
| 7-5-1954  | Маніла   | Бірма          | 2 – 2     | Південна Корея | Азійські ігри 1954 | -    |          |
| 8-5-1954  | Маніла   | Тайвань        | 5 – 2     | Південна Корея | Азійські ігри 1954 | -    |          |
| 17-6-1954 | Цюрих    | Угорщина       | 9 – 0     | Південна Корея | ЧС 1954 - 1-й етап | -    |          |
| 20-6-1954 | Женева   | Туреччина      | 7 – 0     | Південна Корея | ЧС 1954 - 1-й етап | -    | кап.     |
| Усього    |          | Матчів         | 13        |                | Голів              | 0    |          |

## Кар'єра тренера
Розпочав тренерську кар'єру, повернувшись до футболу після тривалої перерви, 1959 року, очоливши тренерський штаб збірної Південної Кореї (U-20).
1966 року знову став головним тренером збірної Південної Кореї (U-20), тренував молодіжну збірну Південної Кореї один рік.
Останнім місцем тренерської роботи був клуб «Янджі», головним тренером команди якого Пак Кю Джон був протягом 1968 року.
Помер у 2000 році.

## Титули і досягнення
- Срібний призер Азійських ігор: 1954